# Марджвена Рквія
Марджвена Рквія (груз. მარჯვენა რკვია) — село в Грузії.
За даними перепису населення 2014 року в селі проживає 96 особи.